# Aiton (Francia)
Aiton è un comune francese di 1 802 abitanti situato nel dipartimento della Savoia della regione dell'Alvernia-Rodano-Alpi.
Si trova all'inizio della Maurienne, valle del fiume Arc.

## Società

### Evoluzione demografica
Abitanti censiti